# Spiral (Dr.-Lonnie-Smith-Album)
Spiral ist ein Jazzalbum von Dr. Lonnie Smith. Die am 12. und 13. Januar 2010 im Maggies’s Farm Studio, Bucks County, Pennsylvania, entstandenen Aufnahmen erschienen 2010 auf Palmetto Records.

## Hintergrund
Bei seiner vierten und letzten Aufnahmesession für das Label Palmetto spielte der Organist Dr. Lonnie Smith im Triobesetzung mit Jonathan Kreisberg (Gitarre) und Jamire Williams (Schlagzeug) vor allem Standards und Balladen wie „Sweet and Lovely“ und „I Didn’t Know What Time It Was“ und neben einer eigenen („Spiral“) drei Fremdkompositionen von Jimmy Smith, Slide Hampton und Harold Mabern ein. Den Abschluss des Albums bildet eine Coverversion des japanischen Lieds „Sukiyaki“, das 1963 in den Vereinigten Staaten ein Hit für den Sänger Kyū Sakamoto war.

## Titelliste
- Dr. Lonnie Smith: Spiral (Palmetto Records PM 214)[1]

1. Mellow Mood (Jimmy Smith) 5:13
2. I've Never Been In Love Before (Frank Loesser) 5:11
3. Frame for the Blues (Slide Hampton) 8:53
4. I Didn't Know What Time It Was (Lorenz Hart, Richard Rodgers) 7:49
5. Sweet and Lovely (Gus Arnheim, Harry Tobias, Jules Lemare) 5:57
6. Spiral (Lonnie Smith) 5:55
7. Beehive (Harold Mabern) 6:41
8. Sukiyaki (Ei Rokusuke, Hachidai Nakamura) 3:40

## Rezeption
Thom Jurek verlieh dem Album in Allmusic vier Sterne und schrieb, Lonnie Smiths Feuer sei Harold Maberns stampfendem „Beehive“ vorbehalten, bei dem die Band nicht nur vollmundig spiele, sondern auch die knorrigen harmonischen und Tempowechsel fehlerfrei ausführe, wodurch sich die Melodie eher wie ein knisternder Rock-Jam als nur wie eine Jazz-Melodie anfühlen würde. Spiral zeige die ganze Bandbreite von Smiths Fähigkeiten als Interpret und Improvisator. Dieses groovige Trio lasse alles einfach klingen, obwohl nichts weiter von der Wahrheit entfernt sein könnte.
Nach Ansicht von Dan Bilawsky, der das Album in All About Jazz rezensierte, zeige sich Dr. Lonnie Smith als der unnachahmliche Orgelschamane der modernen Soul-Jazz-Epoche. Smith scheint es nie an Ideen zu mangeln; er würde die traditionelle Rolle der Orgel im Kleingruppen-Jazz fördern und einen modernen Akzent setzen, der der Musik einen einzigartigen Charakter verleihe und auch sofort zugänglich sei. Mit Spiral kehre Smith zu der Orgel/Gitarre/Schlagzeug-Kombination zurück, die für ihn in der Vergangenheit so gut funktioniert habe. Das vielfältige Programm gebe dem Trio die Möglichkeit, einer breiten Palette von Musik seinen Stempel aufzudrücken.
Wolfgang Giese schrieb in RockTimes, der Organist zeige keine Zeichen von Ermüdung; die Musik sei so frisch wie „neugeboren“. Einen wesentlichen Anteil haben daran der antreibende und dynamischeSchlagzeuger sowie der brillant aufspielende Gitarrist, der übrigens auch im Rockgeschäft tätig war. Lonnie Smith sei hier ganz lässig mit gefühlvoller Professionalität am Werk.